# Rəsul Çunayev

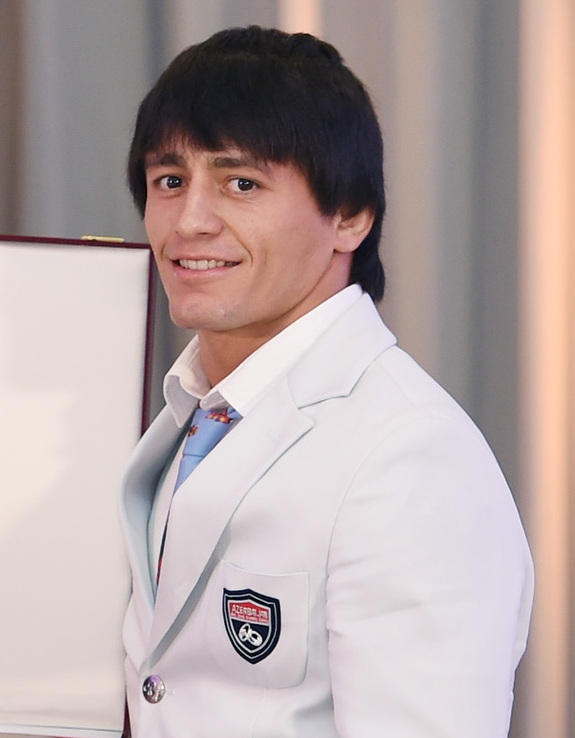
Rəsul Çunayev, 2016

Rəsul Abakər oğlu Çunayev (* 7. Januar 1991 in Qabaqçöl, Aserbaidschanische SSR, Sowjetunion) ist ein aserbaidschanischer Ringer. Er wurde 2014 Vize-Europameister im griechisch-römischen Stil in der Gewichtsklasse bis 71 kg Körpergewicht.

## Werdegang
Rəsul Çunayev begann als Jugendlicher im Jahre 2000 mit dem Ringen. Dabei konzentrierte er sich auf den griechisch-römischen Stil. Er gehört dem Sportclub Neftchi Baku an und wird bzw. wurde von Ismail Tschopsijew und Samad Tschopsijew trainiert. Er ist Student.
Gleich bei seinem ersten Start bei internationalen Meisterschaften gewann er im Juni 2008 in Daugavpils in der Gewichtsklasse bis 58 kg den Junioren-Europameistertitel (Cadets) im griechisch-römischen Stil. Diesen Titel gewann er auch bei der Junioren-Europameisterschaft 2010 in Samokow/Bulgarien im Leichtgewicht. Bei der Junioren-Weltmeisterschaft 2010 in Budapest kam er im Leichtgewicht hinter Tschingis Labasanow, Russland und Dominik Etlinger, Kroatien, auf den 3. Platz. Im Oktober 2010 siegte er in Turin bei der Universitäten-Weltmeisterschaft im Leichtgewicht vor Bálint Korpási aus Ungarn.
2011 gewann Rəsul Çunayev sowohl bei der Junioren-Europameisterschaft in Zrenjanin als auch bei der Junioren-Weltmeisterschaft in Bukarest im Leichtgewicht jeweils eine Bronzemedaille. In Bukarest verlor er dabei im Viertelfinale gegen Tschingis Labasanow.
2012, seinem ersten Seniorenjahr und 2013 kam Rəsul Çunayev bei Welt- und Europameisterschaften nicht zum Einsatz. Im April 2012 bekam er aber die Chance, sich bei einem Turnier in Taiyuan/China für die Olympischen Spiele 2012 in London zu qualifizieren, was ihm aber nicht gelang. Im Juli 2013 gelang ihm dafür bei der Universiade in Kasan ein schöner Erfolg, denn er siegte dort im Leichtgewicht vor Islambek Albijew, Russland, Aschkar Schanbirow, Kasachstan und Muhammet Kocatinaz,  Türkei. Bemerkenswert war dabei vor allem sein Sieg im Finale nach nur 30 Sekunden über den Ex-Weltmeister Islambak Albijew und sein sich daran anschließender Freudentanz.
Im Jahre 2014 wurde er bei der Europameisterschaft in Vantaa/Finnland eingesetzt. In der Gewichtsklasse bis 71 kg kam er dabei zu Siegen über Sergejs Minonovs, Lettland, Yunus Özel, Türkei und Armen Wardanjan, Ukraine. Im Finale unterlag er jedoch gegen Tamas Lörincz aus Ungarn klar nach Punkten. Er gewann damit eine EM-Silbermedaille.

## Internationale Erfolge
| Jahr | Platz | Wettbewerb                               | Gewichtsklasse | Ergebnisse |
| 2008 | 1.    | Junioren-EM (Cadets) in Daugavpils       | bis 58 kg      | vor Yunus Ceylan, Türkei und Sergei Ahafonow, Weißrussland |
| 2009 | 3.    | Cristo Lutte in Créteil                  | Leicht         | hinter Steeve Guénot, Frankreich und Karel Hanak, Tschechien |
| 2009 | 3.    | Welt-Cup in Clermont-Ferrand             | Leicht         | hinter Darchan Bajachmetow, Kasachstan und Seiran Simonjan, Russland, vor Ambako Watschadse, Russland                                                                                            |
| 2010 | 1.    | Junioren-EM in Samokow/Bulgarien         | Leicht         | vor Sachino Dawitaia, Georgien, Samir Sagaschtokow, Russland und Geworg Sahakjan, Armenien |
| 2010 | 3.    | Junioren-WM in Budapest                  | Leicht         | hinter Tschingis Labasanow, Russland und Dominik Etlinger, Kroatien |
| 2010 | 1.    | Universitäten-WM in Turin                | Leicht         | vor Bálint Korpási, Ungarn, Mateusz Wanke, Polen und Afshin Bjabangard, Iran |
| 2011 | 3.    | Junioren-EM in Zrenjanin                 | Leicht         | hinter Magomed Tschutschalow, Russland und Sachino Dawitaia |
| 2011 | 3.    | Junioren-WM in Bukarest                  | Leicht         | nach Siegen über Serdar Karjadijew, Kasachstan und Dimitri Pynkow, Ukraine, einer Niederlage gegen Tschingis Labasanow und Siegen über Yu Yeon-tak, Südkorea und Jaroslaw Kardasch, Weißrussland |
| 2012 | 9.    | Golden-Grand-Prix in Istanbul            | Leicht         | Sieger: Refik Ayvazoglu, Türkei vor Ali Esmail Mohammadi, Iran |
| 2012 | 7.    | Olympia-Qualif.-Turnier in Taiyuan/China | Leicht         | Sieger: Tamas Lörincz, Ungarn vor Pascal Strebel, Schweiz |
| 2012 | 12.   | Welt-Cup in Saransk                      | Leicht         | Sieger: Saeid Mourad Abdvali, Iran vor Migran Arutunjan, Armenien |
| 2013 | 1.    | "Vehbi-Emre"-Memorial in Istanbul        | Leicht         | vor Mohammad Karimi, Iran, Jaroslaw Kardasch und Vitali Rəhimov, Aserbaidschan |
| 2013 | 3.    | Welt-Cup in Teheran                      | Leicht         | hinter Adam Kurak, Russland und Atakan Yüksel, Türkei |
| 2013 | 1.    | Universiade in Kasan                     | Leicht         | vor Islambek Albijew, Russland, Aschkar Schanbirow, Kasachstan und Muhammet Kocatinaz, Türkei |
| 2013 | 1.    | Golden-Grand-Prix in Baku                | Leicht         | vor Witali Rachimow, Dominik Etlinger und Omid Haji Noroozi, Iran |
| 2014 | 1.    | "Vehbi-Emre"-Memorial in Istanbul        | Leicht         | vor Mindia Zukulidse, Georgien und Yunus Özel, Türkei |
| 2014 | 2.    | EM in Vantaa/Finnland                    | bis 71 kg      | nach Siegen über Sergejs Minonovs, Lettland, Yunus Özel und Armen Wardanjan, Ukraine und einer Niederlage gegen Tamas Lörincz                                                                    |

Erläuterungen
- alle Wettkämpfe im griechisch-römischen Stil
- WM = Weltmeisterschaft, EM = Europameisterschaft
- Leichtgewicht, Gewichtsklasse bis 66 kg Körpergewicht (bis 31. Dezember 2013); seit 1. Januar 2014 gilt eine neue Gewichtsklasseneinteilung des Ringer-Weltverbandes FILA